# Must Be Doin' Somethin' Right
Must Be Doin' Somethin' Right è un singolo del cantante statunitense Billy Currington pubblicato come primo estratto dal suo secondo album in studio Doin' Somethin' Right.

## Successo internazionale
Il singolo ottenne grande successo negli Stati Uniti.